# Vivienda vacía

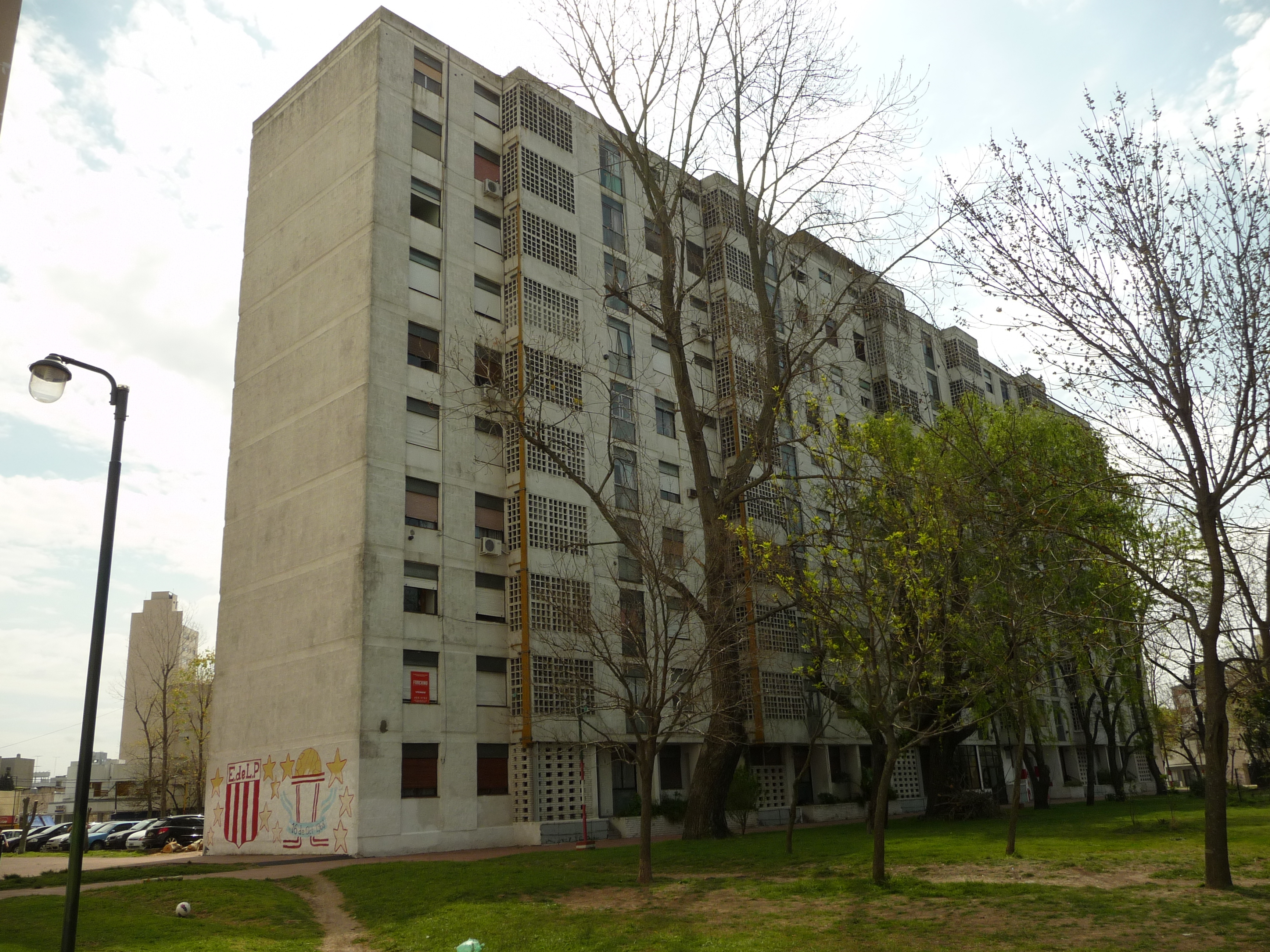
Bloque de viviendas o vivienda colectiva. Las políticas de vivienda son fundamentales para que el número de viviendas deshabitadas sea el mínimo posible. Las viviendas vacías se consideran una patología urbana.

Una vivienda desocupada, deshabitada, ociosa o vacía es aquella vivienda en la que no habita nadie durante un periodo continuado de tiempo, que dependiendo de la legalidad o parámetros estadísticos de cada país puede variar. La vivienda vacía se considera una patología urbana.
Para que una vivienda se considere vacía debe cumplir esta condición durante un tiempo mínimo así como unas condiciones de habitabilidad que impidan calificarla como infravivienda. La vivienda deshabitada no debe confundirse con la segunda vivienda que se ocupa durante cortos períodos de tiempo.

## Derecho a la vivienda y vivienda vacía
Las viviendas vacías constituyen, desde el punto de vista del acceso a la vivienda, un problema social que cuestiona las políticas de vivienda de los distintos países. Se considera una pérdida de recursos y una mala gestión del parque inmobiliario la coexistencia de un número importante de viviendas vacías junto con la demanda insatisfecha de vivienda. 
Aunque desde el punto de vista del propietario puede no considerarse un problema, si éste puede asumir fácilmente los costes derivados del mantenimiento de la vivienda sin ocupar, desde el punto de vista social, una vivienda vacía es una patología urbana.

## Políticas públicas sobre la vivienda desocupada
Las políticas públicas en relación con las viviendas deshabitadas son de muy distinto tipo aunque en general se tiende a penalizar, en muy distinta medida, la inacción del propietario -sea un banco, un grupo financiero o inversor, una inmobiliaria o un particular- para dar uso a dicha vivienda. Las medidas van desde la expropiación total o temporal hasta el incremento de diferentes tasas e impuestos u otro tratamiento fiscal.

### Fiscalidad, tasas y multas a las viviendas vacías en Europa
En Holanda es legal la ocupación de viviendas vacías que lo estén durante más de un año[cita requerida]. En Dinamarca, en municipios de gran tamaño, se imponen multas a los propietarios que tengan viviendas vacías durante más de seis semanas[cita requerida]. 
En Francia se ofrecen ayudas a los propietarios para rehabilitar y alquilar la vivienda garantizando el ingreso por alquiler. Existe además una tasa sobre vivienda vacía en ciudades de más de 200 000 habitantes y siempre que la tasa de viviendas vacías sea superior a la media, la población esté en crecimiento y haya menos oferta que demanda de alquiler. En estas condiciones la tasa es del 10% del valor catastral de la vivienda el primer año, el 12.5 % el segundo y 15 % el tercero y posteriores. En el caso de propietarios -personas jurídicas- que tengan una vivienda vacía durante más de 18 meses puede requisarse hasta por 12 años si existe necesidad de vivienda. 
En Reino Unido la Agencia Estatal de Vivienda Vacía (Empty Home Agency) da incentivos fiscales a los propietarios para compra y rehabilitación de viviendas vacías. También existe un presupuesto para comprar viviendas vacías para alquiler social y se multa a los propietarios de viviendas vacías y se obliga al alquiler o venta forzosa de viviendas privadas que lleven más de seis meses vacías, salvo que sea una segunda residencia, su propietario esté enfermo o recién fallecido y se esté tramitando la herencia, esté trabajando en otra ciudad o la utilice de forma esporádica. 
En Suecia los ayuntamientos ofertan vivienda en alquiler barata que obliga a los propietarios a ajustar precios. También se procede, dependiendo de las circunstancias, a demoler las viviendas vacías. En Alemania los propietarios están obligados a la rehabilitación o pueden ser expropiados temporalmente para poner la vivienda en alquiler. En municipios con más del 10 % de viviendas vacías la Administración procede a demoler las viviendas vacías que no se pueden alquilar. En Italia se penaliza fiscalmente la vivienda vacía por un valor del 9 por 1000 del valor catastral.

### Impuestos a la viviendas vacías

#### España
En algunas comunidades autónomas y ayuntamientos de España se han aprobado sanciones a los bancos que acumulen viviendas vacías promoviéndose que dichas viviendas se dirijan al alquiler social. En otros se establece una tasa que deben pagar los propietarios de viviendas vacías.

#### Canadá
En la ciudad canadiense de Vancouver, los propietarios de viviendas están obligados a hacer una declaración anual si su propiedad se encuentra "sin ocupantes" (independiente si se encuentra amoblada o vacía), o si es ocupada por periodos cortos de tiempo, por lo que deben pagar un impuesto del 1% del valor del avalúo fiscal de la vivienda, de lo contrario se arriesgan a multas si son denunciados.

## Número de viviendas vacías

### Viviendas vacías en Latinoamérica
En México, en 2010, el número de viviendas deshabitadas estaba cerca de los 5 millones. Existían 35 617 724 viviendas de particulares, de las cuales sólo 28 607 568 estaban habitadas por lo que 4 997 806 estaban desocupadas; 2 012 350 era segunda vivienda o vivienda de uso temporal.
En la Ciudad Autónoma de Buenos Aires, en 2010, sobre un total de 1 425 840 viviendas censadas, había 340 975 vacías, un 24.91 %.

### Viviendas vacías en Europa
En Europa, en 2014, según The Guardian, había más de 11 millones de viviendas vacías. España era el país con más viviendas vacías, 3.44 millones sobre un parque de 25.2 millones de viviendas, es decir, el 13.7 % del total.

## Movimientookupa
El movimiento okupa es un movimiento social consistente en dar uso a inmuebles desocupados que no les pertenecen, como edificios abandonados temporal o permanentemente, con el fin de utilizarlos como tierras de cultivo, vivienda, lugar de reunión o centros con fines sociales y culturales. El principal motivo es denunciar, y al mismo tiempo responder a, las dificultades económicas que los activistas consideran que existen para hacer efectivo el derecho a una vivienda.

## Gastos de una vivienda vacía
La vivienda deshabitada además de ser una patología urbana -un recurso inutilizado y que sufre deterioro- ocasiona gastos a los propietarios: impuestos locales o estatales (impuesto sobre bienes inmuebles), tasas de basura y otras tasas municipales o estatales; gastos de comunidad en el caso de bloques de viviendas; cuotas de los servicios agua, luz, gas, teléfono e internet y seguro del hogar si se tienen contratados, así como otros gastos de mantenimiento extraordinarios. 
En el caso de existir legislación local o estatal que penalice la vivienda vacía los gastos pueden aumentar significativamente.

## Problemática medioambiental
Por otra parte, las viviendas vacías son posibles focos de plagas, como roedores, pájaros, murciélagos, insectos y arácnidos, además de la posible aparición de hongos, microorganismos y malezas por el exceso de humedad, falta de calefacción y mantenimiento, entre otros factores propios de una propiedad deshabitada por un largo periodo de tiempo.